# Franziska Schenk

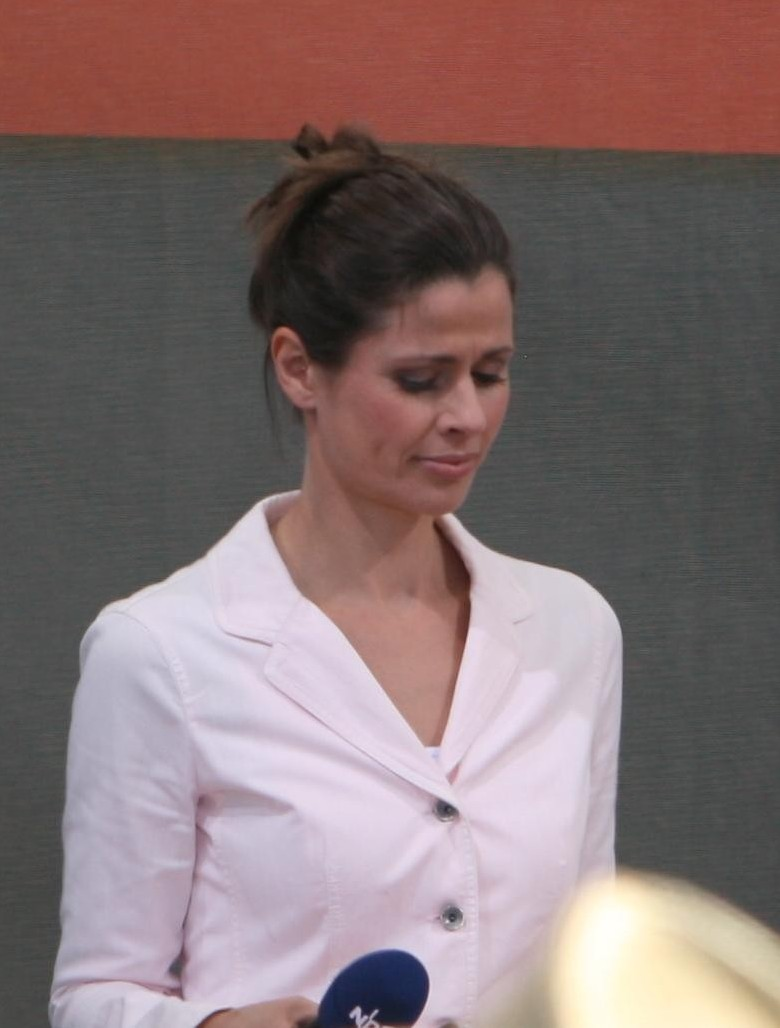
Franziska Schenk, 2012

Franziska Schenk (* 13. März 1974 in Erfurt) ist eine deutsche Fernsehmoderatorin, Onlinejournalistin und ehemalige Eisschnellläuferin.

## Ausbildung
Franziska Schenk legte 1993 in Erfurt ihr Abitur ab. Im Oktober 1994 begann sie an der Johannes Gutenberg-Universität Mainz ein Studium in den Fächern Germanistik, Film- und Medienwissenschaften sowie Publizistik, das sie 2003 mit dem Magistergrad abschloss.

## Karriere

### Eisschnelllauf
Als Eisschnellläuferin wurde sie 1993 Juniorenweltmeisterin im Mehrkampf. Bei den Olympischen Winterspielen 1994 gewann sie die Bronzemedaille über 500 Meter. Für diese Leistung erhielt sie vom Bundespräsidenten das Silberne Lorbeerblatt.
Sie wurde mehrmals Deutsche Meisterin und 1997 Weltmeisterin im Sprintvierkampf. Nach einer einjährigen Pause beendete sie im März 2000 endgültig ihre Karriere, in der ihr insgesamt elf Weltcupsiege gelangen.

### Medien
Seit 1998 arbeitet sie als Moderatorin und Reporterin für die ARD und den MDR. Am 19. Juli 2008 moderierte sie erstmals den Sport in den Tagesthemen im Ersten.
Von Juni 2012 bis 2018 gehörte sie zum Team der ARD-Sportschau, in der sie sonntags u. a. das aktuelle Sportgeschehen präsentiert. Heute leitet sie die Onlineabteilung der MDR-Unterhaltung.

## TV-Moderationen

### Fortlaufend
- seit 1998: Sportschau live – Eisschnelllauf, Das Erste
- seit 2008: Sport im Osten, MDR Fernsehen
- seit 2008: Tagesthemen – Sportteil, Das Erste
- seit 2014: Sportschau live: Bob/Rodeln, Das Erste
- seit 2018 Leitung der Onlineabteilung der MDR Unterhaltung

### Ehemals/Einmalig
- 1998: Guinness – Die Show der Rekorde, Das Erste – zusammen mit Reinhold Beckmann
- 1999–2002: Flutlicht, SWR Fernsehen
- 2000: Olympische Sommerspiele 2000, Das Erste
- 2002: Olympische Winterspiele 2002, Das Erste
- 2003–2008: hier ab vier, MDR Fernsehen
- 2004: TV total on Ice, ProSieben
- 2006: Olympische Winterspiele 2006, Das Erste
- 2010: Olympische Winterspiele 2010, Das Erste
- 2012–2014: Sportschau am Sonntag, Das Erste
- 2018: Olympische Winterspiele 2018, Das Erste

## Persönliches
Fotoaufnahmen von Schenk in Fahrthaltung und als Bodypainting nur mit Silberfarbe auf der nackten Haut machten sie Ende der 1990er Jahre über ihre sportliche Karriere hinaus bekannt; sie wurde dafür allerdings auch kritisiert.
Franziska Schenk lebt in Leipzig und hat zwei Töchter und einen Sohn.